# Friedrich Ulrich von Knigge
Friedrich Ulrich von Knigge, ab 1665 Freiherr von Knigge, (* 11. September 1618 in Leveste; † 15. Oktober 1683 in Bredenbeck) war ein kaiserlicher Obrist zu Ross, kaiserlich österreichischer Oberst und kurkölnischer Kammerherr.

## Leben
Friedrich Ulrich war der Sohn von Jobst von Knigge (1572–1626) und Hippolyta von Oberg († 1657) und gilt als Stammvater der Freiherren von Knigge.
Er stand als Kammerherr im Dienst des Kurfürsten von Köln, besaß mehrere Güter, darunter in Bredenbeck, Pattensen und Hannover. Im Frühjahr 1659 zog er gemeinsam mit seiner Familie aus dem Braunschweigischen in die unter kursächsischer Sequestration stehende Grafschaft Mansfeld. Hier war er in den zwischen den Grafen von Mansfeld und Hans Wilhelm von Könitz (1623–1662) bestehenden Pachtvertrag über das Schloss Arnstein eingetreten, der noch eine Laufzeit von drei Jahren hatte. Die Jahrespacht betrug 225 Taler. Da das Ende der Pacht abzusehen war, kaufte Knigge am 5. Februar 1661 in Ulm von der Erbengemeinschaft von Katzbeck 8/12 des Amtes Arnstein. Als der Pachtvertrag im Frühjahr 1662 auslief, forderte Graf Johann Georg von Mansfeld Knigge auf, das Schloss Arnstein zu räumen, da er es selbst nutzen wollte. Knigge und dessen Frau wehrten sich dagegen. Nach einem längeren Rechtsstreit räumten die Knigges erst 1664 das Schloss Arnstein. Nach Aussage der Mansfelder Grafen hinterließen sie es in einem verwüsteten Zustand.
Nach langwierigen Auseinandersetzungen wurde von Knigge mit Konsens des Kurfürsten Johann Georg II. von Sachsen am 2. August 1670 als alleiniger Besitzer des Amtes Arnstein bestätigt. Nach seinem Tod 1683 teilten dessen Söhne das Amt Arnstein. Der kurbrandenburgische Amtshauptmann Georg Ernst Freiherr von Knigge erhielt die eine Hälfte in Endorf als Sitz, während der kurländische Oberhofmarschall Maximilian Friedrich Casimir Freiherr von Knigge die andere Hälfte mit den drei Vorwerken Friedrichsrode, Willerode und Pfersdorf erhielt. Die drei anderen Brüder erhielten die hannoverischen Güter.
Friedrich Ulrich war als sächsischer Kriegsrat in den Türkenkriegen, aber auch in Italien, Ungarn, Spanien und Niederlanden, aktiv und zeichnete sich in den Kriegen aus. Am 19. Juni 1665 verlieh der Kaiser Leopold I. Knigge und dessen älterem Bruder Jobst Hilmar von Knigge den Freiherrnstand für das Reich und die Erblande.
1657 baute er die Ölmühle, Obermühle, in Bredenbeck.
In erster Ehe war er kinderlos mit Elisabeth von Ditfurth (1622–1646), Tochter von Anton von Ditfurth, verheiratet. Ab 1649 verheiratet war er in zweiter Ehe mit Susanna Maria von Rothleben (1628–1683). Aus dieser Ehe ging u. a. die Söhne Georg Ernst Freiherr von Knigge und Maximilian Friedrich Casimir Freiherr von Knigge hervor.
Er ist der Ururgroßvater des Adolph Freiherr Knigge.

## Trivia
Bei der Krönungsfeierlichkeit des Kaisers Leopolds war von Knigge 1658 im achten Aufzug, Ritter der Amazonen, anwesend.

## Weblink
- Johann Seifert: Ahnen-Taffeln, Erster Theil, 1716